# Underwood (Iowa)
Underwood – miasto w Stanach Zjednoczonych, w stanie Iowa, w hrabstwie Pottawattamie. Zgodnie ze spisem statystycznym
z 2000 miasto liczyło 688 mieszkańców.